# Bartramia aristifolia
Bartramia aristifolia là một loài rêu trong họ Bartramiaceae. Loài này được A. Jaeger mô tả khoa học đầu tiên năm 1875.